# Коваль Володимир Дмитрович
Коваль Володимир Дмитрович (1885, Волинська губернія — 1927, Прага, Чехія) — громадський і політичний діяч, інженер-агроном, член Селянської спілки та Трудової партії. Один із засновників Української Центральної Ради, її скарбник.

## З життєпису
У 1912 р., після закінчення агрономічного факультету Київського політехнічного інституту, працював інженером сільськогосподарських машин у Бюро сільськогосподарської техніки в м. Санкт-Петербург.
У 1915 р. повернувся в Україну, працював у кооперації як фахівець з сільськогосподарської механізації. Викладав у київських політехнічному і комерційному інститутах, був їх професором.
Організатор сільськогосподарської кооперації, очолював Центральний український сільськогосподарський кооперативний союз. У 1917 р. − один з ініціаторів створення Українського техніко-агрономічного товариства «Праця». Один із засновників Української Центральної Ради  − перший її скарбник  − 19 березня 1917 р. його обрали головою фінансової комісії Президії Центральної Ради, і до зміни Генерального секретаріату 15 червня 1917 р. він очолював цей головний фінансовий підрозділ вищого представницького органу революційної демократії України. Член Української трудової партії. У 1918−1921 рр. працював в Українському союзбанку, Київському кооперативному інституті.
З 1921 р. − на еміграції в Німеччині, був там ректором сільськогосподарського технікуму, згодом переїхав у Францію. З 1924 р. жив у Чехо-Словаччині.
Написав і видав ряд праць у галузі механізації сільського господарства, зокрема працю «Аграрна історія України».
У 1927 році помер і похований у Празі.